# 伊藤英人
伊藤 英人（いとう ひでと、1961年2月 - ）は、日本の言語学者。専門は、朝鮮語学・文献学。東京外国語大学助教授を経て、専修大学国際コミュニケーション学部特任教授。

## 略歴
- 1986年3月　東京外国語大学外国語学部朝鮮語学科卒業
- 1989年3月　東京外国語大学大学院外国語学研究科アジア第一言語専攻修士課程修了
- 1992年8月　ソウル大学校大学院国語国文学科博士課程単位取得退学
- 1993年4月　東京外国語大学外国語学部 助手
- 1997年4月　同 講師
- 2002年4月　東京外国語大学大学院地域文化研究科対照言文講座 助教授
- 2009年4月　東京外国語大学総合国際学研究院 准教授（言語文化部門・言語研究系）（大学院重点化による所属変更）
- 2015年3月　東京外国語大学 退職
- 2019年4月　専修大学国際コミュニケーション学部 特任教授

## 研究業績
- 「中世韓語のテンスとアスペクトの範疇について」『韓国学研究叢書』 23、北京(中文)　2001年
- 「身延文庫蔵『朝師御書見聞安国論私抄』の「蒙古詞事」中の朝鮮語について」『東京外国語大学論集』 63、東京　2002年
- 「高宗代司訳院漢学書字音改正について」『朝鮮語研究』 1，東京　2002年